# 沢田敏子
沢田 敏子（さわだ としこ、1936年〈昭和11年〉9月14日 - ）は、日本の女性声優、ナレーター。福岡県出身。東京俳優生活協同組合所属。
主な出演作に『ジャンヌ・ダルク』（ヨランド・ダラゴン）、『アルプスの少女ハイジ』（ナレーション）、『眠れる森の美女』（マレフィセント）などがある。

## 経歴
福岡県立門司北高等学校卒業。
1964年、東京アナウンスアカデミーでキャリアをスタートさせ、文学座演劇研究所、同人舎プロダクション、新企画を経て、1994年から東京俳優生活協同組合に所属する。

## 人物
声種はアルトからメゾソプラノ。
どこかしらすごみのきいた女性役で知られる。
吹き替えではアンジェリカ・ヒューストン、ダイアン・ウィースト、フェイ・ダナウェイ、ヘレン・ミレン、ホランド・テイラーなどを担当。
日本国有鉄道にて1980年代中盤から採用された駅自動放送の声優を担当し、国鉄分割民営化後も引き続き2004年末まで長年にわたり使われていたJR上野駅列車ホーム（5 - 17番線）の独特の自動放送は「上野おばさん」「上野型放送」として親しまれていた（山手線・京浜東北線ホームでも1998年まで使われており、1・3番線は村山明が担当していたが、音質が通常の東海道型放送とは異なっていた）。2023年現在でも、JR東日本長野支社管内の篠ノ井線松本駅・信越本線長野駅の2駅で用いられている。
CHK声優センターにおいて講師をしていた時期がある。
子供の喜ぶ姿が好きということもあり、ブルネイを訪問した際には在住する日本人の子供たちのためにイベントを開いたこともある。
免許・資格は英検準1級。

## 出演

### テレビアニメ
1969年
- 海底少年マリン（アザミ女王）
- 忍風カムイ伝（お玉）
- 巨人の星
- 佐武と市捕物控（おその）

1972年
- 赤胴鈴之助（紫桔梗太夫）
- いなかっぺ大将
- 海のトリトン（ドリテア、母）
- 科学忍者隊ガッチャマン（女隊長）
- 樫の木モック（その母、ブルーノ）

1973年
- エースをねらえ!（1973年 - 1974年）
- ジャングル黒べえ
- ドロロンえん魔くん

1974年
- アルプスの少女ハイジ（ナレーション）
- キューティーハニー（オーロラ、ピューマン、スコーピオン、イーグル）
- 柔道讃歌（巴輝子）
- 昆虫物語 みなしごハッチ（第2作）（ナレーション）

1975年
- みつばちマーヤの冒険（テクラ）

1976年
- 超電磁ロボ コン・バトラーV（北小介の母）

1977年
- ルパン三世 (TV第2シリーズ)

1978年
- 無敵鋼人ダイターン3（万丈の母の声）

1979年
- SF西遊記スタージンガー（キルメス）
- 機動戦士ガンダム（アムロの母）
- くじらのホセフィーナ（マリア、ナレーション）
- ベルサイユのばら

1980年
- 円卓の騎士物語 燃えろアーサー（アメシス）
- ムーの白鯨（女帝コンドラ）
- 燃えろアーサー 白馬の王子（ギアナ）

1981年
- 最強ロボ ダイオージャ（ミレイ）

1983年
- イタダキマン（コーン）
- 魔法のプリンセス ミンキーモモ（第1作）（デビルクィーン）

1985年
- ルパン三世 PARTIII

1986年
- 光の伝説（大石勝子）
- めぞん一刻（上荻先生）

1987年
- 赤い光弾ジリオン（アドミス）
- アニメ三銃士（ダルタニャンの祖母、ナレーション）
- Bugってハニー

1988年
- F-エフ（総一郎の妻、おかみ）

1989年
- シートン動物記（ナレーション）
- らんま1/2（大金夫人）

1992年
- ツヨシしっかりしなさい（松井社長の奥さん）
- ヨーヨーの猫つまみ（キキ）

1994年
- 白雪姫の伝説（ヘレーネ）

1996年
- シンデレラ物語（ダントン）

1997年
- 剣風伝奇ベルセルク（1997年 - 1998年、王妃）

1999年
- THE ビッグオー second season（ケリー〈フィッツジェラルド夫人〉）

2000年
- タイムボカン2000 怪盗きらめきマン（マジナーイ夫人）

2002年
- OVERMANキングゲイナー（マルチナ・レーン）

2003年
- 犬夜叉（まつ）
- onちゃん夢パワー大冒険!（onママ）
- 人間交差点（女院長）

2004年
- 巌窟王（メイド2、年配メイド）
- KURAU Phantom Memory（母親）

2005年
- BLOOD+（老婆）

2006年
- 地獄少女 二籠（武田美千代）
- ワンワンセレプー それゆけ!徹之進（聖校長）

2007年
- 銀魂（ばあや妹）
- 逮捕しちゃうぞ フルスロットル（走子の祖母）
- CLANNAD 〜AFTER STORY〜（園長先生）

2009年
- 鋼殻のレギオス（デルポネ・ミューラ）

2010年
- 屍鬼（安森節子）

2011年
- うさぎドロップ（春子の姑）

2012年
- アルカナ・ファミリア（ジョバンナ）
- マギ（2012年 - 2013年、ババ） - 2シリーズ
- ROBOTICS;NOTES（2012年 - 2013年、臼井薫子）

2013年
- サザエさん（奥さん）
- 絶園のテンペスト（老婆B）

2015年
- Go!プリンセスプリキュア（望月ゆめ）
- ジョジョの奇妙な冒険 スターダストクルセイダース（老女）

2016年
- 夏目友人帳 伍（イト）

2017年
- ひなこのーと（おばあさん）
- キノの旅 -the Beautiful World- the Animated Series（老師匠）

2018年
- ヴァイオレット・エヴァーガーデン（ティファニー・エヴァーガーデン）
- レイトン ミステリー探偵社 〜カトリーのナゾトキファイル〜（エリザベス・ブレイムス）
- あかねさす少女（土宮あまね）

2022年
- 闇芝居
- 社畜さんは幼女幽霊に癒されたい。（おばあちゃん / 園田チヨ）

2024年
- アストロノオト（西太子堂薫子）
- 負けヒロインが多すぎる!（檸檬の祖母）

2025年
- LAZARUS ラザロ（ビリンダ）

### 劇場アニメ
- ヤスジのポルノラマ やっちまえ!!（1971年）
- 劇場版 海のトリトン（1979年、ドリテア、母[27]）
- 火の雨がふる（1988年、松尾ユキ）
- 名探偵コナン 業火の向日葵（2015年、ウメノ[28]）
- Hello WeGo!（2019年、明日ミチヨ）
- 名探偵コナン 黒鉄の魚影（2023年、お婆ちゃん）

### OVA
- 魔法のプリンセス ミンキーモモ 夢の中の輪舞（1985年、デビルサッチャー）
- 傷追い人（1987年、GPXの女〈環〉）
- ルーミックワールド 笑う標的（1987年、梓の母）
- アップルシード（1988年、アテナ）
- アマダアニメシリーズ スーパーマリオブラザーズ（1989年、ナレーション）
- ふぁんたじあ（1993年、母[29]）
- MINKY MOMO IN 旅だちの駅（1994年、夫人）
- 銀河英雄伝説外伝 千億の星、千億の光（1998年、キルヒアイスの母）
- マリア様がみてる 3rdシーズン（2006年、老婦人）
- モブサイコ100 第一回霊とか相談所慰安旅行〜ココロ満たす癒やしの旅〜（2019年、大女将）

### Webアニメ
- 紅き大魚の伝説（2018年、年老いたチュン[30]）

### ゲーム
2000年
- 冒険時代活劇ゴエモン（青龍 他）

2002年
- キングダム ハーツ（マレフィセント）

2003年
- オペレーターズサイド（総理夫人）

2005年
- キングダム ハーツII（マレフィセント）

2009年
- キングダム ハーツ コーデッド（マレフィセント）

2010年
- キングダム ハーツ Re:コーデッド（マレフィセント）
- キングダム ハーツ バース バイ スリープ（マレフィセント）

2012年
- キングダム ハーツ 3D ［ドリーム ドロップ ディスタンス］（マレフィセント）
- ROBOTICS;NOTES（臼井薫子）

2013年
- キングダム ハーツ HD 1.5 リミックス（マレフィセント）
- メタルマックス4 月光のディーヴァ（鬼婆）

2014年
- キングダム ハーツ HD 2.5 リミックス（マレフィセント）

2017年
- Horizon Zero Dawn（ティルサ）

2019年
- キングダム ハーツIII（マレフィセント）
- AI: ソムニウム ファイル（真津下まゆみ）

2020年
- キングダム ハーツ メロディ オブ メモリー（マレフィセント）

### ドラマCD
- 西洋骨董洋菓子店（芥川佐知子）
- 転生しまして、現在は侍女でございます。（王太后[33]）[34]
- BLOOD ALONE（ハナ）[35]

### 吹き替え

#### 担当女優
アンジェリカ・ヒューストン
- アダムス・ファミリー（モーティシア・アダムス）※日本テレビ版
- アダムス・ファミリー2（モーティシア・アダムス）
- エバー・アフター（ロドミラ・ドゥ・ゲント男爵夫人）
- SMASH（アイリーン・ランド）
- 敵、ある愛の物語（タマラ・ブロダー）
- 郵便配達は二度ベルを鳴らす（マッジ）

ヴァネッサ・レッドグレイヴ
- カーズ2（ママ・トッポリーノ）
- ジュリエットからの手紙（クレア・スミス＝ワイマン）
- ミッション:インポッシブル（マックス）※フジテレビ版・テレビ朝日版
- ローズの秘密の頁（老年のローズ・マクナルティ）

エレン・バースティン
- インターステラー（年老いたマーフ）
- 最高のルームメイト（ジュディス）
- ブッシュ（バーバラ・ブッシュ）
- ルーシー・イン・ザ・スカイ（ナナ）

シャーリー・マクレーン
- あの日の指輪を待つきみへ（エセル・アン）
- ダウントン・アビー（マーサ・レヴィンソン）
- ノエル（ポリー）
- ハリウッドにくちづけ（ドリス・マン）
- バレンタインデー（エステル・パディントン）
- LIFE!/ライフ（エドナ・ミティ）※劇場公開版

シャーロット・ランプリング
- ある公爵夫人の生涯（レディ・スペンサー）
- エンゼル・ハート（マーガレット・クルーズマーク）※フジテレビ版
- 氷の微笑2（ミレーナ・ガードッシュ）
- ストリートダンス/TOP OF UK（ヘレナ）
- スパイ・ゲーム（アン・キャスカート）※テレビ東京版
- ブロードチャーチ2〜殺意の町〜（ジョスリン・ナイト）

ジュディ・デンチ
- あなたを抱きしめる日まで（フィロミナ）
- 素敵なウソの恋まじない（シルバーさん）
- 007シリーズ（M）
  - 007 トゥモロー・ネバー・ダイ ※テレビ朝日版
  - 007 ワールド・イズ・ノット・イナフ ※テレビ朝日版
  - 007/ダイ・アナザー・デイ ※テレビ朝日版
  - 007/カジノ・ロワイヤル ※テレビ朝日版
  - 007/慰めの報酬 ※キングレコード版

ジュリー・アンドリュース
- シュレックシリーズ（リリアン王妃）
  - シュレック2
  - シュレック3
  - シュレック フォーエバー

- 妖精ファイター（リリー）

ジル・アイアランド
- 雨の訪問者（ニコール）※TBS版
- 軍用列車（マリカ）※TBS版
- 殺人のはらわた（ジャッキー･プルイット）
- 扉の影に誰かいる（フランシス・ジェフリーズ）
- メカニック（コールガール）

ダイアン・ウィースト
- チャンス!（サリー・デューガン）
- バードケージ（ルイーズ・キーリー）※ソフト版
- プラクティカル・マジック（ジェット・オーウェンズ）
- ラビット・ホール（ナット）

フェイ・ダナウェイ
- グレイズ・アナトミー5（マーガレット・キャンベル）
- ジャンヌ・ダルク（ヨランド・ダラゴン）※ソフト版
- チェンバー/処刑室（リー・ボーエン）
- ブラインド・ホライズン（ミセス・K）
- REX レックス（シン）

ヘレン・ミレン
- プリティ・ヘレン（ドミニク・クーリエ）
- RED/レッド（ヴィクトリア）
  - REDリターンズ

- ワイルド・スピードシリーズ（マグダレーン・“クイーニー”・ショウ）
  - ワイルド・スピード ICE BREAK
  - ワイルド・スピード/スーパーコンボ
  - ワイルド・スピード/ジェットブレイク
  - ワイルド・スピード/ファイヤーブースト

ホランド・テイラー
- 恋のミニスカウエポン（ピートリー）
- スパイキッズ2 失われた夢の島（グランマ）
- スパイキッズ3-D:ゲームオーバー（グランマ）
- チャーリー・シーンのハーパー★ボーイズ（エヴリン・ハーパー）
- ベイビーママ（ローズ・ホルブルック）

マーシャ・メイソン
- アイ・ラブ・トラブル（ゲイル・ロビンス議員）
- ステラ（ジャニス・モリソン）※ソフト版
- ハートブレイク・リッジ 勝利の戦場（アギー）※TBS版
- フィービー・ケイツの 私の彼は問題児（ポリー）※VHS版

リリー・トムリン
- アドミッション -親たちの入学試験-（スザンナ・ネイサン）
- アメリカの災難（メアリー）
- あやしい奴ら!（インガ・ミュラー）
- グレイス&フランキー（フランキー・バーグスタイン）
- ピンクパンサー2（ベレンジャー）
- ムービング・オン 2人の殺人計画!?（エヴリン）

#### 映画
- 赤ちゃんの逆襲（ヴァンサンの母）
- あきれたあきれた大作戦
- 悪魔のいけにえ -レザーフェイス・リターンズ-（MC〈アリス・クリーグ〉[46]）
- 悪魔の受胎（ホリー・マッケイ）
- 悪魔の毒々おばあちゃん（ヘレン）
- アザー・ピープルズ・マネー（ビー・サリヴァン〈パイパー・ローリー〉）
- アダムス・ファミリー（マーガレット・アルフォード〈ダナ・アイヴィ〉）※ソフト版
- 新しい人生のはじめかた（ジーン〈キャシー・ベイカー〉）
- アマゾネス対ドラゴン（アケラ）
- アメリカン・ドリームズ（ナズニーン・リザ〈ショーレ・アグダシュルー〉）
- アライバル/侵略者（イレーナ〈リンゼイ・クローズ〉）※テレビ朝日版
- アラモ（スー・ディキンソン夫人〈ジョーン・オブライエン〉）※テレビ朝日版
- アルマゲドン（ドッティ〈グレイス・ザブリスキー〉）※フジテレビ版
- アローン・イン・ザ・ダーク（シスター・クララ〈カリン・コノヴァル〉）
- アンドロメダ…（コンピューターの声）※テレビ朝日版
- アンナとロッテ（年老いたロッテ）
- イーストウィックの魔女たち（フェリシア〈ヴェロニカ・カートライト〉）
- イエスタデイ、ワンスモア（アレン夫人〈ジェニー・フー〉）
- いつか眠りにつく前に（夜勤の看護師〈アイリーン・アトキンス〉）
- IT/イット THE END “それ”が見えたら、終わり。（カーシュ夫人〈ジョアン・グレッグソン〉[47]）
- 愛しのアクアマリン（マギーおばあちゃん〈ジュリア・ブレイク〉）
- イルカと少年（グロリア・フォレスト〈フランシス・スターンハーゲン〉）
- インサイダー（シャロン・ティラー〈リンゼイ・クローズ〉）※機内上映版
- イントゥ・ザ・スカイ 気球で未来を変えたふたり（エセル・グレーシャー〈アン・リード〉）
- ヴィドック（シルヴィア〈エディット・スコブ〉）
- Vフォー・ヴェンデッタ（デリア・サリッジ〈シニード・キューザック〉）
- ウィロー（バヴモーダ女王〈ジーン・マーシュ〉）※TBS版
- ヴェノム（マンフレーディ〈エレン・ガースティーン〉[48]）
- ウェンディの見る夢は（デアドラ）
- ウォール街（ナタリー）※機内上映版
- 失われた島（長女シャロン〈シラー・ウェルズ〉）※NHK版
- 失われた週末（ヘレン・セント・ジェームズ〈ジェーン・ワイマン〉）
- 運命の扉（メアリーベス・ワーナー〈スーザン・サリヴァン〉）
- エアポート'98（ヒラリー・ヴェッティ）
- エクソシスト トゥルー・ストーリー（ハンナ〈パイパー・ローリー〉）※ソフト版
- SFクローン人間の異常な愛（マーガレット・コーウィン〈エイドリアン・バーボー〉）※日本テレビ版
- エスケープ・フロム・L.A.（ナレーター）※フジテレビ版
- エニイ・ギブン・サンデー（マーガレット・パグニアーチ〈アン＝マーグレット〉）※日本テレビ版
- エボリューション（グレース〈ミリアム・フリン〉）※ソフト版
- エリザベス（メアリ・オブ・ギーズ〈ファニー・アルダン〉）
- OK牧場の決斗（ローラ・デンボー〈ロンダ・フレミング〉）※テレビ朝日新録版
- オーシャンズ12（モリー〈チェリー・ジョーンズ〉）※日本テレビ版
- Oh!大迷惑?!（アーリーン・アルドリッチ〈クリスティーン・エバーソール〉）
- オードリー・ヘプバーン（アンナ・カタルディ〈本人〉[49]）
- 大いなる男たち（アン・ラングドン）
- おじさんに気をつけろ!（マーシー・ダルグレン・フロスト〈ローリー・メトカーフ〉）※ソフト版
- オズの魔法使（グリンダ〈ビリー・バーク〉）※ソフト版
- 男と女 人生最良の日々（アンヌ〈アヌーク・エーメ〉[50]）
- 踊るマハラジャ★NYへ行く（シャンタル〈クリスティーン・バランスキー〉）
- おもちゃの王国（マザー・グース）
- 俺たちステップ・ブラザース -義兄弟-（ナンシー・ハフ〈メアリー・スティーンバージェン〉）
- カーラの結婚宣言（ウィニー〈ジュリエット・ミルズ〉）
- 怪人スワンプシング（ラナ・ズレル博士〈サラ・ダグラス〉）
- 海底大脱走（キャサリン〈ジョーン・ブラックマン〉）
- カサノバ（シャルピヨン〈カルメン・スカルピッタ〉、マッダレーナ、アストローディ）
- 花様年華（スエン夫人）
- 頑張れフリッパー（ジュリア）
- 機械じかけの小児病棟（フォルダー〈ジェマ・ジョーンズ〉）
- 危険な関係（ボランジュ夫人〈スージー・カーツ〉）
- キャットウーマン（オフィーリア・パワーズ〈フランセス・コンロイ〉）※テレビ朝日版
- キャノンボール（シークの姉）※テレビ朝日版
- キャリントン（レディ・オットリーン・モレル〈ペネロープ・ウィルトン〉）
- キャロルの初恋（マルッハ）
- 救命艇（アリス）※テレビ版
- 巨大クモ軍団の襲撃（テリー・ハンセン〈マーシー・ラファティ〉）
- クリスマス・キャロル（過去のクリスマスの霊）
- グレン・ミラー物語（ヘレンの母）※テレビ東京版
- 激突!（妻〈ジャクリーン・スコット〉）※テレビ朝日版
- ケニー・ロジャースの荒野のギャンブラー（ケイト〈リンダ・エヴァンス〉）
- ゴールデン・チャイルド（カーラ）※フジテレビ版
- 恋する神父（キム修道女〈キム・ソンファ〉）
- 恋する履歴書（モリーン・マルビー〈キャロル・バーネット〉）
- 高校3年（〈ジュリア・ルビーニ〉）※NHK版
- 絞殺魔（ダナ・バンクス〈キャロル・シェリー〉）
- 荒野の用心棒（ドナ・コンスエラ・バクスター〈マルガリータ・ロサノ〉）※TBS新録版
- 氷の接吻（ブロート博士〈ジュヌヴィエーヴ・ビュジョルド〉）※ソフト版
- 氷の微笑（ヘイゼル・ドブキンス〈ドロシー・マローン〉）※ソフト版
- 心のままに（キャサリン・ホーランド〈アン・バンクロフト〉）
- 殺したい女（キャロル・ファーンズワース〈アニタ・モリス〉）
- 殺しのドレス（ケイト・ミラー〈アンジー・ディキンソン〉）※テレビ朝日版
- コンドル（ジャニス、ナンシー・バーバー）※テレビ朝日旧録版
- サーカス天国（メアリー・フリン〈エリザベス・モンゴメリー〉）
- 最後の猿の惑星（アルマ〈フランス・ニュイエン〉）
- サイレントヒル（クリスタベラ〈アリス・クリーグ〉）
- ザ・インターネット（アンジェラの母〈ダイアン・ベイカー〉）※フジテレビ版
- サウス・キャロライナ/愛と追憶の彼方（ライラ・ウィンゴ〈ケイト・ネリガン〉）
- ザ・サイト（マーガレット・スミス〈オナー・ブラックマン〉）
- 砂塵に血を吐け（リタ・ロジャース〈エリカ・ブラン〉）
- さすらいの航海（リリアン・ローゼン〈リー・グラント〉）
- 殺人魚フライングキラー（ウィルソン夫人）※日本テレビ版
- ザ・フライ2 二世誕生（ジェーンウェイ）※ソフト版
- 猿の惑星・征服（リザ〈ナタリー・トランディ〉[51]）
- サンセット大通り（ベティ・シェーファー〈ナンシー・オルソン〉）※テレビ東京版
- シー・オブ・ラブ（老婦人〈パトリシア・バリー〉）※テレビ朝日版
- シーズンチケット（ジェリーの母〈チャーリー・ハードウィック〉）
- JM（アンナ・コールマン〈バルバラ・スコヴァ〉）
- ジェシカおばさんの事件簿/遺言に隠された謎（マーガレット・バーン〈フィオヌラ・フラナガン〉）
- 四角い恋愛関係（エラ）
- 地獄で眠れ（クレア）
- 6デイズ/7ナイツ（マージョリー〈アリソン・ジャネイ〉）※ソフト版・フジテレビ版
- 60セカンズ（ヘレン・レインズ〈グレイス・ザブリスキー〉）※ソフト版
- ジャッカル（大統領夫人〈テス・ハーパー〉）※日本テレビ版
- シャンヌのパリ、そしてアメリカ（マルチュラ・ウィリス〈バーバラ・ハーシー〉）
- 13日の金曜日（パメラ・ボーヒーズ〈ナナ・ヴィジター〉）
- 17歳の処方箋（バニー・ベインズ〈セリア・ウェストン〉）
- ジョイ（トルーディ〈イザベラ・ロッセリーニ〉）
- 情熱の処女 〜スペインの宝石〜（セレスティーナ〈テレレ・パベス〉）
- シリーズ7/ザ・バトル・ロワイアル（コニー・トラブッコ）
- 死霊のはらわた（老女）
- 白い肌の異常な夜（ハリー）※テレビ東京版
- 白と黒のナイフ（ヴァージニア・ハウウェル）
- 紳士協定（アン〈セレステ・ホルム〉）
- 新宿インシデント（ハオおばさん）
- スーパーヒーロームービー!! -最'笑'超人列伝-（ルシール〈マリオン・ロス〉）
- スーパーマリオ 魔界帝国の女神（レナ〈フィオナ・ショウ〉 [52]）
- スーパーマンシリーズ（ララ＝エル〈スザンナ・ヨーク〉
  - スーパーマン ※テレビ朝日旧録版
  - スーパーマンII/冒険篇 ※テレビ朝日旧録版
  - スーパーマンIV 最強の敵
- スタートレックIII ミスター・スポックを探せ!（ヴァルクリス〈キャシー・シリフ〉）※日本テレビ版
- スタンドアップ（レスリー・コンリン〈リンダ・エモンド〉）
- スティーブン・キング 血の儀式（マーシー〈シャーリー・ナイト〉）
- スティーヴン・キング/痩せゆく男（リーダ・ロッシントン）
- スティルウォーター（シャロン〈ディアナ・ダナガン〉）
- スリーメン&ベビー（ハサウェイ）※フジテレビ版
- 成功の甘き香り（スージー・ハンセッカー）
- 世界が燃えつきる日（ジャニス〈ドミニク・サンダ〉）
- 世界殺人公社（ソーニャ・ウィンター〈ダイアナ・リグ〉）
- セックス・クラブ（エヴァ・ミューラー）
- セブン・イヤーズ・イン・チベット（ダライ・ラマの母〈ジェツン・ペマ〉）※機内上映版
- 0086笑いの番号（イーディス〈ロンダ・フレミング〉）
- 戦場のピアニスト（羽根飾りのレディ）
- 戦慄!呪われた夜（キャロライン・マクラリー〈ビビ・ベッシュ〉）※TBS版
- ソープディッシュ（モンタナ・モアヘッド〈キャシー・モリアーティ〉）
- それだけが、僕の世界（インスク〈ユン・ヨジョン〉）
- ダーティ・ダンシング（ヴィヴィアン・プレスマン）※フジテレビ版
- ダーティハリー4（レイ・パーキンズ）
- ダイヤルM（ラケル〈サリタ・チョウドリー〉）※日本テレビ版
- 桃さんのしあわせ（桃さん〈ディニー・イップ〉）
- TAXi②（リリーの母）※フジテレビ版
- 脱走山脈（ヴロニア）※テレビ朝日版
- 脱走大作戦（フランチェスカ・モンテフィオーレ〈シルヴァ・コシナ〉）
- ダニエル・スティール/愛の楽園〜追いつめられて〜（キャロライン〈エヴァ・マリー・セイント〉）※テレビ東京版
- 007/ダイヤモンドは永遠に（ティファニー〈ジル・セント・ジョン〉）※TBS版
- 007/ユア・アイズ・オンリー（リスル〈カサンドラ・ハリス〉）※TBS版
- タワーリング・インフェルノ（ローリー）※日本テレビ版
- ダンシング・ヒーロー（シャーリー・ヘイスティングス）
- 超能力学園Z（ローズ・バーンハート）
- 超能力学園Z PART2 パンチラ・ウォーズ（ローズ校長）
- チョコレートドーナツ（マイヤーソン判事〈フランシス・フィッシャー〉）
- ティファニーで朝食を（2E〈パトリシア・ニール〉）※ソフト版
- デビル（ジェーン・コウスキー〈ジェニー・オハラ〉）
- デビルスピーク（コードウェル夫人）
- 電撃フリント・アタック作戦（ナターシャ〈イヴォンヌ・クレイグ〉）
- 天使の自立（メアリーベス・ワーナー）
- デンジャラス・ビューティー2（ジョイ・フィルビン、キャロル・フィールズ〈アイリーン・ブレナン〉）※日本テレビ版
- トーク・レディオ（エレン〈エレン・グリーン〉）
- 10日間で男を上手にフル方法（デラウアー夫人）
- ドラグネット 正義一直線（ジェーン・カークパトリック）
- 鳥（リディア・ブレナー〈ジェシカ・タンディ〉）※BD版
- トレマーズ（ナンシー）※ソフト版
- ナインスゲート（ケスラー男爵夫人）※ソフト版
- なまいきシャルロット（レオーヌ〈ベルナデット・ラフォン〉）
- ナルニア国物語/第1章: ライオンと魔女（マクレディ）
- 2番目に幸せなこと（ヘレン・ウィテカー〈リン・レッドグレイヴ〉）
- 人魚姫（人魚の長老）
- 眠れぬ夜のために（シャヒーン〈イレーネ・パパス〉）
- 呪い襲い殺す（ポーリナ・ザンダー〈リン・シェイ〉）
- ハーヴィ/裸のウサギを持つ男（ビター〈スージー・カーツ〉）
- ハード・ラック（キャス〈シビル・シェパード〉）
- バーバレラ（黒い女王〈アニタ・パレンバーグ〉）
- ハイ・クライムズ（ラピエール中佐）※テレビ朝日版
- パシフィック・ハイツ（ワタナベ夫人〈ノブ・マッカーシー〉、不動産業者〈ミリアム・マーゴリーズ〉）※VHS版
- 裸足の伯爵夫人（マーナ）※テレビ東京版
- バック・トゥ・ザ・フューチャー（ステラ・ベインズ、ニュースキャスター）※ソフト版
- 20歳よ、もう一度（シェン・モンジュン〈グァ・アーレイ〉）
- パニック/脳壊（ディアドラ〈バーバラ・ベイン〉）
- パニック・フライト（ベテラン客室乗務員〈スージー・プラクソン〉）
- パニッシャー（レディ・タナカ〈キム・ミヨリ〉）
- 薔薇の素顔（ソンドラ〈レスリー・アン・ウォーレン〉）※ソフト版
- ハリー&サン（リリー〈ジョアン・ウッドワード〉）
- ハリー・ポッターと死の秘宝 PART1（ミュリエル・プルウェット〈マテロック・ギブス〉）
- パリタクシー（マドレーヌ）
- パリは霧にぬれて（シンシア〈バーバラ・パーキンス〉）
- ハンガー（ミリアム・ブレイロック〈カトリーヌ・ドヌーヴ〉）
- ピーター・パン（フルサム先生）
- ビートルジュース（デリア・ディーツ〈キャサリン・オハラ〉）※機内上映版[53]
- ビッグ・ガン（アンナ・アルゼンタ）※テレビ朝日版
- 必殺ビッグガン/最後の標的（女テロリスト）
- ヒュービーのハロウィーン（デュボワ夫人〈ジューン・スキッブ〉）
- ヒューマンネイチュア（ネイサンの母〈メアリー・ケイ・プレイス〉）
- ピラミッド（アン〈ジル・タウンゼント〉）
- ブーメランのように（ミュリエル・バトキン）
- ファミリービジネス（ミッシェル・デンプシー〈デボラ・ラッシュ〉、マリー）
- ファングルフ/月と心臓
- フェリーニのアマルコルド（グラディスカ）
- フォー・クリスマス（ケイトのおば〈ジャネット・ミラー〉）
- フォース（バーバラ・ダナー副知事）
- フォエバー・フレンズ（レオナ・ブルーム〈レイニー・カザン〉、ライラ・レイク）※Disney+版
- プランサー トナカイの贈り物（サラおばさん〈ルターニャ・アルダ〉）※VHS・LD版
- フリー・ガイ[54]
- ブリジット・ジョーンズの日記 ダメな私の最後のモテ期（パメラ・ジョーンズ〈ジェマ・ジョーンズ〉）
- ブリタニック（レディ・ルイス〈ジャクリーン・ビセット〉）
- ブレインストーム（カレン・ブレイズ〈ナタリー・ウッド〉）
- ブレンダ・スター（リップス〈ダイアナ・スカーウィッド〉）※テレビ朝日版
- ブロードウェイと銃弾（イーデン・ブレント〈トレイシー・ウルマン〉）
- フロスト×ニクソン（パット・ニクソン〈パティ・マコーマック〉）
- プロブレム・チャイルド2（ラワンダ・デュモア〈ラレイン・ニューマン〉）
- ベートーベン5（コーラ〈キャサリン・ヘルモンド〉）
- ベイブ（メエ〈ミリアム・フリン〉）※日本テレビ版
- ベティ・ルーは犯罪者?（リーバ・ブッシュ〈キャシー・モリアーティ〉）
- ペティコート作戦（ダイナ・メリル）※日本テレビ版
- ヘルファイター（メキシコ娘）
- ベルボーイ狂騒曲/ベニスで死にそ〜（パトリシア・フルフォード〈ペネロープ・ウィルトン〉）
- ホーム・アローン3（ミセス・ヘス〈マリアン・セルデス〉[55]）※日本テレビ版
- ホーム・スイート・ホーム・アローン（バーバラ〈ブロンウェン・マンテル〉）
- 僕たちは天使じゃない!（インの母）
- ぼくの美しい人だから（ノラ・ベイカー〈スーザン・サランドン〉）
- ボディ・トーク（クレア・アーチャー）
- ホルテンさんのはじめての冒険（スヴェア）
- ホワイトハンター ブラックハート（ケイ・ギブソン〈マリサ・ベレンソン〉）
- マグノリア（ローズ・ゲイター〈メリンダ・ディロン〉）
- マダムと奇人と殺人と（ローズ）
- マッドマックス/サンダードーム（アウンティ・エンティティ〈ティナ・ターナー〉）※フジテレビ版
- マッドマックス 怒りのデス・ロード（ミス・ギディ〈ばあや〉〈ジェニファー・ヘイガン〉）※劇場公開版
- マトリックス リローデッド（ディラード評議員）※劇場公開版
- マトリックス レボリューションズ（ディラード評議員）※劇場公開版、（オラクル〈メアリー・アリス〉）※フジテレビ版
- マドレーヌ（レディ・コヴィントン〈ステファーヌ・オードラン〉）
- マルキ（ジュスティーヌ）
- マルタの鷹（エフィ・ペリン〈リー・パトリック〉）
- 未来世紀ブラジル（アイダ・ラウリー夫人〈キャサリン・ヘルモンド〉）
- 名犬ラッシー/ラッシーの大冒険（ルース・マーティン〈ジューン・ロックハート〉）※VHS版
- メイド・イン・アメリカ（老婦人2〈フランシス・バーゲン〉）
- メジャーリーグ（レイチェル・フェルプス〈マーガレット・ホイットン〉）※ソフト版
- メラニーは行く!（ケイト・ヘニングス市長〈キャンディス・バーゲン〉）
- 面会時間（デボラ・バーリン〈リー・グラント〉）※TBS版
- モニカ・ベルッチのエッチなだけじゃダメかしら?（カロリーナ・ランバルディ）
- モンスター・パニック/怪奇作戦（マレヴァ・ケルスタイン〈カリン・ドール〉）
- U.M.A レイク・プラシッド（セイディ・ビッカーマン〈ベティ・ホワイト〉）
- U.M.A レイク・プラシッド2（セイディ〈クロリス・リーチマン〉）
- ライアー
- ライオンハート（シンシア）※ソフト版
- ライセンス・トゥ・ウェディング（セイディの祖母〈グレイス・ザブリスキー〉）
- リーサル・ウェポン4（トリッシュ・マータフ〈ダーレン・ラヴ〉）※日本テレビ版
- リッチー・リッチ（レジーナ・リッチ〈クリスティーン・エバーソール〉）
- リトル・プリンセス（ミンチン学長〈エレノア・ブロン〉）
- リビング・ブラッド（ヘレン・リーディ〈パティ・マコーマック〉）
- ルーヴルの怪人（グレンダ・スペンサー博士〈ジュリー・クリスティ〉）
- ルックアウト/見張り（バーバラ・プラット〈アルバータ・ワトソン〉）
- レジェンド・オブ・フォール/果てしなき想い（イザベル・ラドロー〈クリスティナ・ピックルズ〉）※DVD・VHS版
- レッドソニア（ゲドレン女王〈サンダール・バーグマン〉）
- レッドライン（サリー・マーティン〈バーバラ・ニーヴン〉）
- ローヤル・フラッシュ（ローラ・モンテス）
- ロマンシング・ストーン 秘宝の谷（エレーヌ〈メアリー・エレン・トレイナー〉）※テレビ朝日版
- ワーキング・ガール（キャサリン・パーカー〈シガニー・ウィーバー〉）※ソフト版
- 私がこわされるとき（ジーナ・ミトルー〈ディー・ウォレス〉）
- 罠にかかったパパとママ（ヴィッキー・ロビンソン）
- ワンス・アポン・ア・タイム・イン・アメリカ（キャロル〈チューズデイ・ウェルド〉）※テレビ朝日版
- ワンス・アラウンド（マリリン・ベラ〈ジーナ・ローランズ〉）

#### ドラマ
- iCarly（ハルバースタット）
- アガサ・クリスティー ミス・マープル シタフォードの謎（エリザベス・パースハウス〈リタ・トゥシンハム〉）
- 悪魔の異形 #11（マーガレット）
- アグリー・ベティ2（ベティ・ホワイト）
- アナザー・ライフ〜天国からの3日間〜（ベス・ラスキー〈ジェニファー・フィップス〉）
- アルプスのスキーボーイ「雪の下の不発弾」（おばさん〈パトリシア・ハインズ〉）
- アンという名の少女
- ER緊急救命室
  - シーズン3 #12（トリシャ〈クレア・レン〉）
  - シーズン4 #21（ティナ・マリー〈スージー・カーツ〉）
  - シーズン10 #4（ハンプトン〈ロビン・カルフォ〉）
- エグザイル 戦慄の絆（マンディーの母）
- NCIS: ニューオーリンズ シーズン1 #9（ハンナ・ターロウ〈クリスティン・ローズ〉）
- NCIS 〜ネイビー犯罪捜査班 シーズン10 #1（ジョアン・ディアリング）
- エレメンタリー3 ホームズ&ワトソン in NY（クレア・レンジガー〈アニタ・ジレット〉）
- 俺がハマーだ! シーズン1 #9（バーブラ）
- 女刑事キャグニー&レイシー（フェマーレ）
- 女刑事マーチェラ（シルヴィー・ギブソン〈シニード・キューザック〉）
- ギルモア・ガールズ（ビバリー・コートライト）
- グッドラック・チャーリー（おばあちゃん）
- グッドラック・チャーリー/ザ・ムービー（おばあちゃん）
- クリミナル・マインド3 FBI行動分析課（マンウェアリング夫人）
- クリミナル・マインド4 FBI行動分析課（ホールデン夫人〈ジョアンナ・キャシディ〉）
- 刑事コロンボシリーズ
  - 刑事コロンボ 構想の死角（グロリア〈リネット・メッティー〉）
  - 刑事コロンボ 溶ける糸（モーガン〈アニタ・コルシオ〉）
  - 刑事コロンボ 歌声の消えた海（メリッサ〈スーザン・ダマンテ〉）
  - 刑事コロンボ ビデオテープの証言（マーシー〈トリシャ・ノーブル〉）
  - 刑事コロンボ ルーサン警部の犯罪（モリー〈シーラ・ダニーズ〉）
  - 新・刑事コロンボ 殺意のキャンバス（ルイーズ〈フィオヌラ・フラナガン〉）
- 刑事スタスキー&ハッチ シーズン1 #14（ロビン・モートン）、#18（エレン・フォーブス〈バーバラ・バブコック〉）
- 警部マクロード
- コーキーとともに（リビー・サッチャー〈パティ・ルポーン〉）
- ゴーティマー・ギボン -ふしぎな日常-（ハドスピス夫人〈フィオヌラ・フラナガン〉）
- 恋するアンカーウーマン #12（ナディア・ボディーノバ〈キャサリン・ラ・ナサ〉）
- 恋するマンハッタン シーズン1 #2（ボシュウィット夫人）
- サイラス・マーナー（ラメター・ナンシー〈ジェニー・アガター〉）
- サマー島の冒険（〈サイモン・オーア〉）
- サンダーバード（係員の声、客室乗務員の機内アナウンス）
- しあわせの処方箋（マリア・レナータ）
- ジェシカおばさんの事件簿 #8（ミリアム・ラドフォード〈ルー・マクラナハン〉）
- シャーロック・ホームズの冒険
  - バスカビル家の犬（ローラ・ライオンズ）
  - 未婚の貴族（フローラ・ミラー）
- 主任警部モース 悔恨の日（ベイリー夫人）
- 新アウターリミッツ
  - シーズン1 #10（ヴィクトリーヌ）
  - シーズン2 #5（ステファニー）
- 新・ヒッチコック劇場 パイロット版（ローザ〈キム・ノヴァク〉）
- 新ビバリーヒルズ青春白書3（マーラ〈サリー・ケラーマン〉）
- スーパーナチュラル9（修道院長〈マリリン・ノリー〉）
- スイッチ 〜運命のいたずら〜
- スタートレック
  - 宇宙大作戦 シーズン3「惑星スカロスの高速人間」（ディーラ〈キャシー・ブラウン〉）
  - 新スタートレック
    - シーズン2 #35「人間の条件」（ルボア大佐〈アマンダ・マクブルーム〉）
    - シーズン4 #89「ファースト・コンタクト」（ミラスタ〈キャロライン・セイモア〉）
    - シーズン5 #116「神経医療エキスパート ドクター・ラッセル」（ドクター・ラッセル〈キャロライン・ケイバ〉）
    - シーズン6 #138「甦ったモリアーティ教授」（レジーナ〈ステファニー・ビーチャム〉）
- スティーブン・キングの悪魔の嵐（ジョアンナ・スタンホープ〈キャスリーン・チャルファント〉）※NHK版
- ストレイン 沈黙のエクリプス（マリエラ・マルチネス〈アン・ベタンコート〉）
- スパイダー・エンジェル（ボイス）
- スパイ大作戦
- スピン・シティ（アビー・ラシター〈ラクエル・ウェルチ〉）
- 0011ナポレオン・ソロ #63, 65（ワンダ〈シャーリー・ヒラー〉）
- 続ハリーズ・ロー 裏通り法律事務所（グロリア・ゴールド）
- それぞれの旅立ち（ダイ〈アン・グリッグ〉）
- 新・大草原の小さな家「最後の夏」（ルーシー〈ヴェラ・マイルズ〉）
- 大草原の小さな家（キャロラインの母）
- 大草原の小さな家（（ヘレン〈アン・ドラン〉）※リマスター新吹替版
- ダブリンのわな（モイラ〈ジェニー・リンデン〉）
- ダンディ2 華麗な冒険 #6（クリスティン）
- 地上最強の美女たち!チャーリーズ・エンジェル
  - シーズン1 #17（ティナ・マリン）
  - シーズン2 #16（ヘルガ・ボーン）
- 地上最強の美女バイオニック・ジェミー
  - シーズン2 #8（シスター・バーバラ）
  - シーズン3 #21（マデリーン・ボイリン）
- 超音速攻撃ヘリ エアーウルフ
  - シーズン1 #9（リア・ロガナ）
  - シーズン2 #14（マキシン）、#20（カーリング）
  - シーズン3 #3（スチュアート医師）、#22（イセラ・アラゴン）
- 超音速ヒーロー ザ・フラッシュ（ジョスリン・ウェラー〈キャロリン・シーモア〉）※日本テレビ版
- デスパレートな妻たち（クレア）
- 特捜刑事マイアミ・バイス
  - シーズン1 #11（メアリー・マクダーモット）
  - シーズン2 #14（アリシア）
- ドクタークイン 大西部の女医物語（シャーロット・クーパー〈ダイアン・ラッド〉）
- 特務指令 エア・アメリカ（シンシア・ガーランド〈アーレン・ダール〉）
- 特攻野郎Aチーム
  - シーズン2 #17（ライラ・パーマー）
  - シーズン3 #12（キャリー・ラッセル）
- ドリームランド 渚の四姉妹（モーリーン / ナン〈シーラ・リード〉[56]）
- ナース・ジャッキー3（トッティ）
- ナイトシフト2 真夜中の救命医（マリリン・キャプショー〈フィリス・サマーヴィル〉）
- 南北戦争物語 愛と自由への大地（モード・ハザード）
- パワーレンジャー・ミスティックフォース（ミスティックマザー）
- HAWAII FIVE-0（パッド・ジェームソン〈ジーン・スマート〉[57]）
- 犯罪捜査官 アナ・トラヴィス（ウェブスター夫人）
- HEROES/ヒーローズ（サンドラ・ベネット夫人〈アシュレイ・クロウ〉）
- ビッグバン★セオリー ギークなボクらの法則（レイサム夫人）
- ふたりは最高!ダーマ&グレッグ（メリル〈ローズマリー・フォーサイス〉）
  - シーズン4 #15（エリザベス）
  - シーズン5 #17（キャシー・キンケイド〈キャスリーン・ヌーン〉）
- THE BLACKLIST/ブラックリスト（ダイアン・ファウラー〈ジェーン・アレクサンダー〉）
- プリズナーNo.6「No.2旗色悪し」（No.73）
- 冒険野郎マクガイバー シーズン2 #10（ジューン・ロバーツ）
- また会う日まで（ヴィヴィアン）
- 名探偵ダウリング神父 シーズン1 #1（クローディア・ジェリコ）
- ヤングライダーズ シーズン1 #22（ドロレス）
- 愉快なシーバー家（ケイト・マローン）
- 蘭陵王（楊林氏）
- レストランは大騒ぎ!（マギー・マクバーニー〈ルイーズ・ラサー〉）
- ロイヤル・スキャンダル 〜エリザベス女王の苦悩〜（アンナ・マッセイのボイスオーバー）

#### アニメ
- 紅き大魚の伝説（チュン〈老年〉）
- おさるのジョージ（ローズ先生）
- スター・ウォーズ:テイルズ・オブ・ジェダイ（ガンティカ、ヤドル）
- 眠れる森の美女（マレフィセント[58]） ※BVHE版
- ハウス・オブ・マウス（マレフィセント）
- 美女と野獣 ベルのファンタジーワールド（シャンデリア）
- みつばちマーヤの大冒険（女王[59]）
- ロード・オブ・ザ・リング/ローハンの戦い（老ペニクルーク[60]）

### 特撮
- 戦え! マイティジャック（パック28号の声）

### 人形劇
- プルルくん（ペランダ）

### その他コンテンツ
- 青春アドベンチャー「南の島のティオ」（カマイ婆）
- 駅自動放送（1980年代後半 - 、JR各社に関しては、国鉄時代より担当）
  - 札幌市営地下鉄南北線（1971年、初代音声[61]）
  - JR東日本上野駅列車ホーム（2005年1月まで、かつては埼京線・京葉線の各駅・高崎線の一部駅でも採用されていた）・長野駅・松本駅・酒々井駅（現在不使用）・田浦駅（現在不使用）・いわき駅（現在不使用）・土気駅（現在不使用）・桐生駅（現在不使用）など
  - JR東海名古屋駅（2012年9月8日まで）・御殿場線上り（国府津駅、御殿場駅以外）・身延線上り（甲府駅以外）
  - JR西日本大阪駅（2001年頃まで）
  - 東武鉄道（大橋俊夫と）
  - 都営地下鉄三田線、新宿線上下線（1999年頃まで）
  - 福岡市営地下鉄空港線、箱崎線上下線（1997年頃まで）
- 聖教新聞提供・『ラジオライブラリー「新・人間革命」』朗読
- 東京ディズニーリゾート（マレフィセント）
- 土曜ワイド劇場
  - 怪奇!巨大蜘蛛の館（1978年、テレビ朝日/円谷プロ） - オープニングナレーション
- 日産自動車「NOTE」CM・webアニメ『低燃費少女ハイジ』 - ナレーション
- 実在性ミリオンアーサー「ブリテン昔話」 - ナレーション
- PS純金 (中京テレビ) - ナレーション